# Roman Kowalczyk
Roman Mychajłowycz Kowalczyk, ukr. Роман Миколайович Ковальчик (ur. 14 sierpnia 1966 w Rudkach) – ukraiński piłkarz i futsalista, grający na pozycji pomocnika, trener futsalowy.

## Kariera piłkarska

### Kariera zawodnika w piłkę nożną
Wychowanek Spartaka Sambor, w barwach którego rozpoczął karierę piłkarską w 1984 roku. W 1990 bronił barw SKIF Lwów. W 1991 wrócił do samborskiego klubu, który zmienił nazwę na Dnister Sambor. W 1992 debiutował w klubie Promiń Wola Baranecka, który latem 1993 przeniósł się do Sambora. Na początku 1994 został zaproszony do drugoligowej Hałyczyny Drohobycz. Po 2 latach wrócił do Prominia Sambor. W 1998 bronił barw rosyjskiego klubu Rieformacija Abakan, a w 2000 rozegrał 12 meczów w składzie Hałyczyny Drohobycz.

### Kariera futsalowa
W 1991 rozpoczął występy w futsalowym klubie MFK Ukraina Lwów. W sezonie 1993/94 debiutował w Pierwszej Lidze w futsalu. Na Ukrainie grał do 1999. W 2000 przeniósł się do Enerhii Lwów. Latem 2001 przeszedł do Hurtu Lwów.

## Kariera trenerska
Po zakończeniu kariery zawodowej w 2001 stał na czele TWD Lwów, którym kierował do listopada 2010. Od 10 stycznia 2011 do czerwca 2015 trenował ŁTK Ługańsk. W międzyczasie w 2007 został zaproszony do sztabu szkoleniowego ukraińskiej reprezentacji, a w latach 2013-2014 prowadził młodzieżową reprezentację Ukrainy. W czerwcu 2015 został mianowany na stanowisko głównego trenera klubu Sokił Chmielnicki.

## Sukcesy i odznaczenia

### Sukcesy klubowe
TWD Lwów
- zdobywca Pucharu Ukrainy: 2007/08

ŁTK Ługańsk
- finalista Pucharu Ukrainy: 2012/13